# Nikola Boranijašević
 Nikola Boranijašević  (Kirin Serbia: Никола Боранијашевић; sinh 31 tháng 5 năm 1989) là một cầu thủ bóng đá Serbia, thi đấu cho Napredak Kruševac.